# Venus (chanson de Lady Gaga)
Pour les articles homonymes, voir Vénus.
Pistes de Artpop
Aura
(1) G.U.Y.
(3)
Venus est une chanson de l'artiste américaine Lady Gaga, issue de son quatrième album studio, Artpop (2013) ; listée en tant que seconde piste. Elle a été écrite par Gaga, Paul « DJ White Shadow » Blair, Hugo Leclercq, Dino Zisis, Nick Monson ainsi que par Sun Ra et a été produite par Gaga elle-même. Initialement conçu comme deuxième single extrait de l'opus, Venus a été finalement publié en tant que premier single promotionnel le 28 octobre 2013 sur l'iTunes Store, après l'accueil favorable de Do What U Want, qui n'était à l'origine qu'un single promotionnel uniquement.
Venus est un morceau synthpop et dance-pop avec quatre crochets, qui présente lyriquement Gaga comme la déesse de l'amour, depuis le point de vue de la peinture de Sandro Botticelli, La Naissance de Vénus. Un listage des planètes du système solaire est aussi effectué dedans. La chanteuse a commencé à promouvoir Venus avant sortie, en tweetant des paroles, également dans le cadre d'un compte à rebours pour la parution d’Artpop. Trois pochettes différentes ont été réalisées par le photographe Steven Klein, dont une montrant Gaga avec un scorpion attaché à sa tête, une autre avec une chauve-souris morte et une tierce dépeignant Gaga debout, nue, avec une coquille ouverte superposée sur son épaule et couvrant la partie inférieure de son visage. Ces pochettes ont reçu un accueil ambivalent des critiques, qui les ont qualifiées de « bizarre » et « saisissantes ».
À sa sortie, Venus a obtenu des critiques mitigées de la part des critiques de musique professionnelles, qui ont dénommée la chanson comme « entraînante », mais ont préféré son précédent single, Do What U Want, qui avait toutefois été jugé à l'égard des paroles. Le titre a atteint un succès modéré dans les hit-parades mondiaux, se plaçant dans les quarantièmes rangs en Australie, en Allemagne et aux États-Unis, alors qu'elle a réussi à atteindre les troisièmes rangs en Finlande et en Espagne. Gaga a interprété la chanson sur le plateau de la dixième saison de The X Factor (Royaume-Uni), avec une performance suggestive de Do What U Want, ce qui a encouragé des téléspectateurs à effectuer des plaintes à l'organisme de radiodiffusion et de régulation des médias en Grande-Bretagne, l'Ofcom, en raison du costume de Gaga, de la performance en elle-même et des paroles évocatrices, qui avait été diffusé avant le couvre-feu national de 21:00.

## Publication
Lady Gaga a confirmé la publication du single le 10 octobre via Twitter,,,,. La chanson marque le début d'une trilogie et ne sera pas associée à la série Paparazzi–Telephone.
Un extrait de Venus sera rendu public le 25 octobre 2013 et le morceau complet sera mis en vente sur iTunes le 27 octobre 2013. Le 22 octobre 2013, Gaga a annoncé qu'en raison de son énorme succès sur iTunes, le titre Do What U Want, qui était le premier single promotionnel, inverse avec Venus qui devait être le deuxième single officiel. Elle a révélé plusieurs paroles de la chanson par son compte Twitter dans le cadre d'un compte à rebours pour la sortie d'Artpop. Dès l'annonce du single, elle a tweeté les phrases « Take me to your planet / take me to your leader/ take me to your Venus », et le jour suivant, « let's blast off to a new dimension... in your bedroom ». Le 15 octobre, les paroles « have an oyster, baby / it's aphrod-i-sy / get sleazy » ont été postées et trois jours plus tard, les lignes « When you touch me I die / just a little inside. / I wonder if this could be love / this could be love » et « I can't help the way I'm feelin' / Goddess of Love please take me to your leader » ont été tweetées.[pertinence contestée]

## Sources d'inspiration
Sun Ra est cité publiquement par Lady Gaga comme une source d'inspiration pour composer ce titre. Ce jazzman américain, décédé en 1993, était connu pour ses compositions et ses performances phénoménales autant que pour l'étrange « philosophie cosmique » qu'il prêchait. Son morceau Rocket Number 9 a inspiré en 2012 le duo parisien électro Zombie Zombie qui l'a remis au goût du jour.
La chanson de Lady Gaga est en partie calquée sur celle de Zombie Zombie. En effet, au tout début de Venus, Gaga reprend mot pour mot les paroles du duo parisien, avec l'accord total des artistes et du label Versatile (producteur et éditeur du groupe Zombie Zombie) :
Rocket number nine take off [to] the planet, to the planet, Venus, et cela sur une mélodie et un rythme assez similaires.
On retrouve ensuite dans Venus plusieurs variations de la phrase précédemment citée :
Take me to your planet (to the planet) [...]
Take me to your leader (to the planet)
Your leader, your leader (to the planet) [...]
Take me to your Venus (to the planet)
Your Venus, your Venus

## Réception critique
Avant sa parution, Venus a reçu des réactions mitigées venant des critiques musicaux, qui ont qualifié la chanson d'amusante et de « Bowie-esque », mais ont principalement préféré le single sorti précédemment, Do What U Want, et ont eu des sentiments mitigés à l'égard des paroles. La ligne « Don't you know my ass is famous? » a été cité par presque tous les commentateurs comme un moment inoubliable de la chanson. Amy Sciarretto de PopCrush a donné au morceau une note de 3 étoiles et quart sur 5, indiquant qu'elle était plus « directe » et « Gaga à l'ancienne ». Sciarretto a aussi noté qu’Artpop serait probablement plus proche de The Fame Monster que de Born This Way . Shirley Li d'Entertainment Weekly a écrit : « C'est accrocheur, même si le thème extraterrestre est sûr de faire des comparaisons au titre E.T. de Katy Perry paru en 2010 — une comparaison que Gaga aimerait probablement éviter » . Mikael Wood du Los Angeles Times a déclaré : « Venus nous montre Lady Gaga superposant ses prières du soir sur un groove disco-glam lancinant qui se ressent comme un retour à ses jours Just Dance ; c'est un peu amusant, mais à peine extraordinaire » . La blogueuse Alexa Camp du blog officiel de Slant Magazine a qualifié la chanson comme une « charge non sérieuse à l'album » avec des « paroles apparemment absurdes » .

## Interprétations scéniques
Gaga a interprété la chanson pour la première fois dans la célèbre boite de nuit londonienne G-A-Y le 26 octobre 2013 .
Elle a également interprété le titre en direct, avec Do What U Want, sur le plateau de la dixième saison de The X Factor (Royaume-Uni) le 27 octobre 2013 .

## Vidéoclip
Le vidéoclip de Venus a été réalisé par la cinéaste Ruth Hogben , qui avait précédemment collaboré avec Gaga pour la conception d’interludes pour sa deuxième tournée mondiale, le Monster Ball Tour et lors d’une session photo pour l’édition d’octobre 2013 du magazine Elle . Toutefois, aucune information sur sa production ou encore la vidéo en elle-même n'ont fait surface.
Une version abrégée de la chanson figure dans le vidéoclip entier pour GUY, le troisième single extrait d’ARTPOP. Elle est jouée pendant que Gaga entre dans le Hearst Castle et est descendue dans la piscine Neptune.

## Liste des pistes
- Numérique

1. Venus – 3:54

## Classement hebdomadaire
| Classement (2013)                        | Meilleure position |
| ---------------------------------------- | ------------------ |
| Allemagne (Media Control AG)             | 35                 |
| Australie (ARIA)                         | 31                 |
| Autriche (Ö3 Austria Top 40)             | 36                 |
| Canada (Hot 100)[réf. nécessaire]        | 19                 |
| Corée du Sud (Gaon Chart)                | 4                  |
| Danemark (Tracklisten)                   | 23                 |
| Espagne (PROMUSICAE)                     | 1                  |
| États-Unis (Hot 100)[réf. nécessaire]    | 32                 |
| États-Unis (Dance/Electronic Songs)      | 13                 |
| France (SNEP)                            | 9                  |
| Grèce (Billboard)                        | 2                  |
| Hongrie (Single Top 10)[réf. nécessaire] | 1                  |
| Irlande (IRMA)                           | 13                 |
| Italie (FIMI)                            | 7                  |
| Japon (Hot 100)                          | 37                 |
| Nouvelle-Zélande (RMNZ)                  | 20                 |
| Pays-Bas (Single Top 100)                | 30                 |
| Portugal (Billboard)                     | 31                 |
| Royaume-Uni (Official Charts Company)    | 76                 |
| Suède (DigiListan)                       | 7                  |
| Suisse (Schweizer Hitparade)             | 18                 |

## Historique de sortie
| Pays                        | Date            | Format               | Label                  |
| --------------------------- | --------------- | -------------------- | ---------------------- |
| États-Unis[réf. nécessaire] | 28 octobre 2013 | Téléchargement légal | Streamline, Interscope |